# Chaetostachydium versteegii
Chaetostachydium versteegii är en måreväxtart som först beskrevs av Theodoric Valeton, och fick sitt nu gällande namn av Airy Shaw. Chaetostachydium versteegii ingår i släktet Chaetostachydium och familjen måreväxter. Inga underarter finns listade i Catalogue of Life.